# Neuvième degré
Le neuvième degré est le plus haut niveau de difficulté en escalade sportive selon le système français de cotation. Il est composé de six grades : le 9a, le 9a+, le 9b, le 9b+, le 9c et le 9c+, même si actuellement aucune voie n'est cotée 9c+. La première voie dont la cotation a été reconnue dans ce degré est Action directe, ouverte par Wolfgang Güllich en 1991. Fin 2023, on dénombre plus de 300 voies dans le neuvième degré, dont une centaine cotées 9a+, une trentaine cotées 9b, une dizaine au niveau 9b+, et trois cotées 9c.

## Histoire

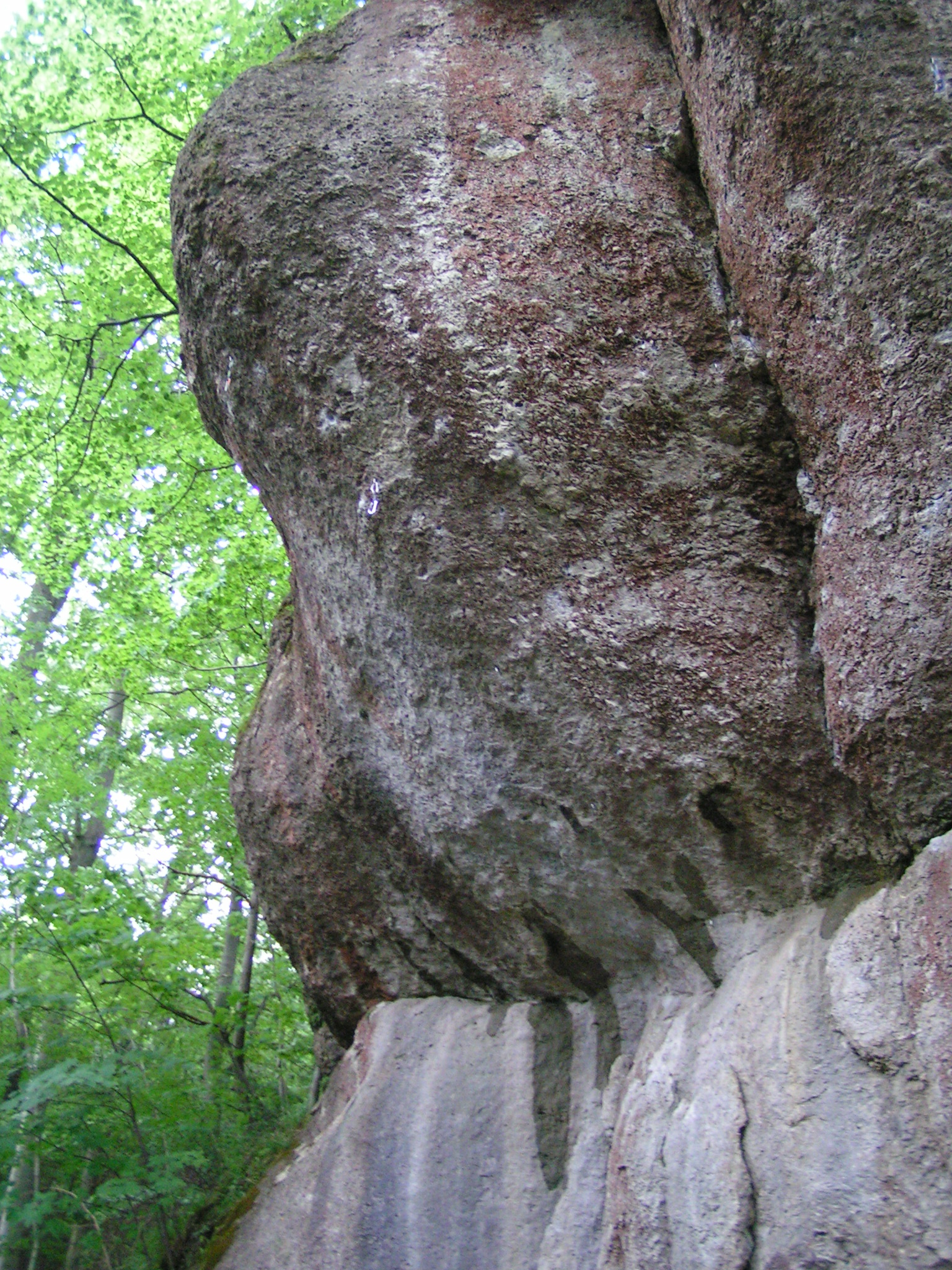
La voie d'escalade Action directe qui passe dans le dévers à gauche de la fissure est la première voie dans le neuvième degré.

Durant les années 1980, l'escalade, qui connaît un fort engouement, voit la difficulté de ses ascensions augmenter rapidement, notamment avec les ascensions de l'allemand Wolfgang Güllich qui fut l'un des meilleurs grimpeurs des années 1980 dans le domaine de l'escalade libre. Güllich est notamment l'auteur du premier 8b (Kanal Im Rücken en 1984), du premier 8b+ (Punks in The Gym aux Monts Arapiles en Australie en 1985) et du premier 8c (Wallstreet en 1987), le premier 8c+, Hubble (à Raven Tor dans le Peak District) étant l'œuvre de l'anglais Ben Moon en 1990. L'année suivante, Güllich réussit Action Directe, et la jugeant plus difficile que Wall Street la cota XI selon le système de l'UIAA, ce qui correspond à une cotation intermédiaire de 8c+/9a. Dès 1991, elle est citée comme étant le premier 9a, par exemple en couverture du magazine espagnol Desnivel no 68 (1991). Au fil des années, la voie est répétée et sa cotation se consolide pour être considérée comme un 9a de référence, constituant ainsi la première voie du neuvième degré.
En 1996, ce n'est autre que l'allemand Alexander Huber qui ouvre un nouveau grade dans le neuvième degré, le 9a+, en réalisant la première ascension de Open Air. À cette époque, Alexander estime sa cotation à 9a et ce n'est que plus tard que sa cotation finit par être revue à la hausse après les essais infructueux de Chris Sharma et surtout la première répétition de la voie par Adam Ondra,.
Cependant, selon Alexander Huber, début 2010 : 
« Jusqu'en 1995, Action directe était considéré comme étant du 8c+. Depuis, la cotation est devenue confuse, et cela a principalement été dû à la proposition de cotation 9b [i.e. pour Akira]. Ben Moon a essayé de convaincre la communauté que la proposition de cotation 9b était néfaste du fait qu'il n'existait pas alors de 9a confirmé dans le monde. Mais la rigueur s'est perdue de façon durable. À partir de 1995, la cotation est devenue de plus en plus facile… Cela a commencé doucement avec le changement de cotation de Action directe de 8c+ à 9a. Aujourd'hui, Action directe est la plus célèbre des voies en 9a, ce qui en fait la référence pour ce niveau. Le plus amusant est qu'aujourd'hui, Action directe, qui était initialement 8c+, est l'une des voies en 9a les plus dures du monde !!! Cela montre juste à quel point la surcotation s'est développée au cours des années  - je pense que 90 % des voies modernes de haut niveau sont largement surcotées si on les compare à la référence qu'est Action directe. En ce qui concerne mes réalisations personnelles, la surcotation a eu quelques effets : la plupart de mes ouvertures de ces années-là ont été recotées à la hausse, notamment Weisse Rose, de 8c+ à 9a/9a+, et Open Air de 9a à 9a+. Grâce à cela, Open Air (et peut-être même Weisse Rose), est devenue la première voie confirmée en 9a+,. »
La première voie cotée 9b, Chilam Balam, est ouverte en 2003 par l'espagnol Bernabé Fernandez. Cependant, cette réalisation est remise en cause par une partie de la communauté des grimpeurs, notamment parce qu'en annonçant une cotation de 9b+, Bernabé saute le grade de 9b,. Adam Ondra répète alors Chilam Balam le 13 avril 2011 et sa cotation est revue à 9b.
En octobre 2012, Adam Ondra réussit l'ascension de Change et propose une cotation de 9b+,. Bien qu'elle n'ait pas encore été confirmée, cette cotation paraît néanmoins très probable, compte tenu de l'expérience de Ondra à un tel niveau de difficulté. Au moment de la réalisation de Change, il a déjà réussi l'ascension de 5 voies cotées 9b, chacune en moins d'une dizaine de jours de travail alors que pour atteindre le sommet de ce qu'il considère être un 9b+, il lui a fallu près de 20 jours. De plus, il a depuis également réussi l'ascension de La Dura Dura, une autre voie qu'il cote 9b+ et dont la cotation a été confirmée par Chris Sharma, et juge avec le recul que Change est au même niveau de difficulté. Le 3 septembre 2017, Adam Ondra enchaîne son projet de longue date, Project Hard (désormais renommé Silence) pour lequel il propose la cotation 9c.

### Flash et à-vue
Afin de réaliser une ascension à vue ou flash, un grimpeur doit réussir la voie à son premier essai, que ce soit sans aucune information préalable dans le premier cas, ou avec connaissance des mouvements dans le second cas, ce qui facilite alors a priori la tentative d'ascension. De ce fait, il a fallu attendre 21 ans avant de voir les premières réussites au premier essai de voies dans le neuvième degré.
La première réalisation « flash » d'une voie cotée 9a a été réussie par Adam Ondra le 30 octobre 2012, avec la première répétition de Southern smoke direct à Red River gorge (voie initialement estimée à 9a+/5.15a par son ouvreur, le grimpeur américain Adam Taylor). Le 2 novembre 2012, toujours à Red River Gorge, Adam Ondra réalise les ascensions à vue, dans la même journée, de deux voies cotées et confirmées en 9a, Pure Imagination puis Golden Ticket. Il propose cependant de les décoter, estimant la première à 8c+ facile et la deuxième à 8c+ dur. Le lendemain, Daniel Woods réalise lui aussi Pure Imagination en flash et propose lui aussi la cotation de 8c+.
Le 24 mars 2013, le jeune allemand Alex Megos, 19 ans, réalise à vue Estado critico au secteur El Pati à Siurana, ce qui représente le premier 9a à vue,. Le 9 juillet 2013, Adam Ondra réalise le second 9a à vue, La cabane au Canada, au Rawyl en Suisse.

### Réalisations féminines

#### Voies quotées 9a / 9a+
La première grimpeuse à avoir réussi des voies dans le neuvième degré est l'espagnole Josune Bereziartu avec les ascensions de Bain de sang (9a) le 29 octobre 2002 à Saint-Loup en Suisse, Logical progression (9a) le 24 novembre 2004 à Joyama au Japon, et Bimbaluna (9a/9a+) le 9 mai 2005 de nouveau à St-Loup.
Le 18 août 2011, Charlotte Durif devient la deuxième femme à atteindre le neuvième degré en réalisant PPP (9a) à la grotte de Galetas dans les gorges du Verdon.
En octobre 2011, l'américaine Sasha DiGiulian réalise la troisième ascension de Pure imagination (9a) à Red River Gorge dans le Kentucky (néanmoins, cette voie sera décotée à 8c+ par Adam Ondra et Daniel Woods en 2012), puis Erra Vella à Margalef en Catalogne le 25 avril 2012.
La française Alizée Dufraisse réalise La Reina Mora le 23 janvier 2012 à la Rambla à Siurana, puis confirme avec la réalisation de Estado Critico à Siurana, le 14 avril 2017.
La Belge Muriel Sarkany devient la cinquième femme de l'histoire à réaliser une ascension en 9a en répétant Punt-X, aux gorges du Loup, une voie teigneuse avec un crux très bloc à son sommet, voie répétée précédemment par moins d'une dizaine de grimpeurs.
Le 17 mars 2015, la grimpeuse américano-japonaise Ashima Shiraishi réalise Directa open your mind, deux semaines avant ses 14 ans. La voie est cotée 9a, voire 9a+ depuis qu'une prise a été cassée.
En mars toujours, l'autrichienne Angela Eiter, qui s'est retirée de la compétition, enchaîne Era Vella à Margalef ; c'est sa troisième voie dans le 9e niveau, après deux voies autrichiennes Big Hammer et Hades, grimpées en 2014.
La huitième femme à enchaîner un 9a est la slovène Mina Markovic, avec La fabela pa la enmienda, fin 2015 à Santa Linya.
En février 2016, la grimpeuse italienne Laura Rogora vient à bout de Grandi Gesti à la falaise de Sperlonga.
Le 25 mars 2017, en réalisant Ground Zero au Toit de Sarre, la française Julia Chanourdie devient la onzième femme à atteindre le neuvième degré. Elle réalise trois mois plus tard Hell Avaro, 8c+/9a sur la même falaise (voir la suite en 2020).
En août 2018, la suisse Katherine Choong réussit son premier 9a : La cabane au Canada (à Rawyl dans le Valais), décotée ultérieurement à 8c+, mais elle confirme son haut niveau en réalisant en 2019 Jungfrau Marathon (9a - Gimmelwald, Oberland bernois).
En novembre 2018, La belge Muriel Sarkany enchaine à 43 ans son 2ème 9a, Era Vella à Margalef et devient la première femme de l'histoire à enchainer un 9a après 40 ans.

#### Voies quotées 9a+
En février 2017, après 7 jours de travail, l'Américaine Margo Hayes (19 ans) réalise La Rambla (9a+) dont la cotation a été confirmée par de nombreuses répétitions ; la presse spécialisée la désigne comme la première femme ayant réalisé une voie de ce niveau.

#### Voies quotées 9b
En octobre 2017, Angela Eiter devient la première femme à enchaîner un 9b en effectuant la troisième ascension de La Planta de Shiva à Villanueva del Rosario (Espagne).
En juillet 2020, Laura Rogora, grimpeuse italienne de 19 ans, réalise le second 9b féminin de l'histoire avec l'ascension de Ali Hulk Sit Extension Total.
En novembre 2020, après avoir déjà réalisé son premier 9a+ Super crackinette (Saint-Léger-du-Ventoux), la Française Julia Chanourdie réalise dans la même falaise Eagle-4, son premier 9b. Elle devient ainsi la troisième femme de l'histoire à atteindre ce niveau.

#### Voies quotées 9b+
En avril 2025, la grimpeuse franco-américaine Brooke Raboutou devient la première femme à réussir un 9b+ en réalisant la 3ème ascension de la voie italienne Excalibur, après Stefano Ghisolfi et William Bosi.

### Les conséquences des nouveaux équipements et styles de grimpe modernes
Parmi les différentes voies du neuvième degré, certaines ont été décotées en raison de la modernisation de la discipline, tant dans l’apport de nouveaux équipements que dans le développement de différentes techniques d’escalade.
On peut citer Change (9b/+) initialement cotée comme le premier 9b+ par Adam Ondra. Cette voie a vu plusieurs répétiteurs proposer une cotation inférieure de 9b/+ et notamment Jorge Diaz-Rullo en 2024 qui apportera une certaine justification. Selon lui, l’emploi de genouillères facilite différents coincements de genoux présents dans la voie ainsi que entraînement dans cette dernière (étant donné que l’emploi de ces genouillères permet de moins abîmer la peau des jambes lors des coincements et donc de tenter davantage de fois la voie). Diaz-Rullo s’empresse de rappeler que lors de sa première ascension de Change, Adam Ondra n’avait pas employé de genouillères, ce qui justifierait probablement (toujours selon l’espagnol) cette cotation de 9b+.
L’exemple d’Akira (9a) est très parlant aussi. Proposée 9b par Fred Rouhling, son libérateur en 1995, cette voie est constituée d’un plafond assez haut (4 mètres du sol environ) qui ne peut pas être encordé (la corde ne permettrait pas d’arrêter la chute avant le contact du sol pour peu qu’on soit à peine éloigné de la dernière dégaine) puis d’une sortie de toit qui, elle, est encordée (les grimpeurs s’encordent tout en étant sur la voie à ce moment-là). La partie en toit avait été réalisée sans crash pad (puisque leur utilisation n’était pas généralisée à l’époque) par Rouhling qui, afin d’éviter des chutes trop dangereuses, se retrouvait souvent suspendu par les bras à la verticale (ce qui rend la voie bien plus physique). De plus, les répétiteurs (Sébastien Bouin et Lucien Martinez) ont pu employer des techniques de grimpe plus moderne (comme des coincements de genoux et des lolottes en toit) afin de faciliter grandement l’ascension de cette voie.
Bien que la cotation de l’époque de Fred Rouhling pour cette voie était déjà controversée (aucun 9a+ n’avait été confirmé à ce moment), Rouhling émet l’hypothèse d’une éventuelle différence de difficulté entre l’ascension de Rouhling et celles de Bouin et Martinez dû à ces apports d’équipements et de techniques modernes.

## Tableau de correspondance des cotations
Différents systèmes de cotations pour l'escalade sont utilisés selon les pays. Tous ne prennent pas encore en compte les plus hauts niveaux de difficulté ; les seuls à proposer une cotation dans le neuvième degré sont les systèmes français, celui de l'UIAA et, plus récemment, le système australien avec la première ascension d'une voie dans le neuvième degré.
| UIAA | France | États-Unis | Australie |
| ---- | ------ | ---------- | --------- |
| XI   | 9a     | 5.14d      | 35        |
| XI+  | 9a+    | 5.15a      |           |
| XI+  | 9b     | 5.15b      |           |
| XII- | 9b+    | 5.15c      |           |
| XII  | 9c     | 5.15d      |           |

## Voies

### 9a
De 1991 à 2000, entre Action directe et Roby in the sky, une quinzaine de voies en 9a ont été ouvertes, avec seulement deux répétitions. Ce n'est que dans les années 2000 que les ouvertures et les répétitions ont commencé à se multiplier. En mai 2022, il y aurait plus de 500 voies d'une difficulté supérieure à 9a+ par conséquent ne sont listés ici que quelques-unes de ces voies, importantes par leur histoire ou leur difficulté.
| Nom                     | Site                              | Première ascension | Date | Répétitions | Commentaires |
| ----------------------- | --------------------------------- | ------------------ | ---- | --- | --- |
| Action directe          | Frankenjura, Allemagne            | Wolfgang Güllich   | 1991 | Alexander Adler (1995), Iker Pou (2000), … | |
| Om                      | Triangel, Autriche                | Alexander Huber    | 1992 | Adam Ondra (2009) | |
| Bain de Sang            | St-Loup, Suisse                   | Fred Nicole        | 1993 | François Nicole (1996), Fred Rouhling (2001), … | Premier 9a féminin par Josune Bereziartu en 2002 (côté 8c+/9a après les ascensions rapides de Iker Pou en 2003, qui la juge plus facile que Action Directe, mais plus dure que Elfe, cotée 8c+), et de Dave Graham en 2005 (en trois essais). |
| Hugh                    | Eaux-Claires, Charente, France    | Fred Rouhling      | 1993 | Alessandro Lamberti (2001), Pierre Bollinger (2001), Dai Koyamada (2002), Stevie Haston (2002), Sébastien Bouin (2020)                                      | Premier 9a de France |
| Weisse Rose             | Schleierwasserfall, Autriche      | Alexander Huber    | 1994 | Adam Ondra (2008), ?, Michael Piccolruaz (2023) | Cotée initialement 8c+ par Alexander Huber. |
| Hantillo                | Hinkelstein, Autriche             | Klem Loskot        | 1996 | Thomas Katzlberger (2006 ?), Jakob Kronberger (2017) | |
| Big Bang                | Lower Pen Trwyn, Pays de Galles   | Neil Carson        | 1996 | James McHaffie (2011), Emma Twyford (2019), Kieran Forrest (2020)                                                                                           | |
| Intermezzo XY gelöst    | Plombergstein, Autriche           | Klem Loskot        | 1997 | Thomas Katzlberger, Max Eder (2 novembre 2010), Roland Wagner (16 mars 2015), ...                                                                           | |
| De l'autre côté du ciel | Eaux-Claires                      | Fred Rouhling      | 1997 | Robert Girard, Piotr Savack (2010), Sébastien Bouin (2020)                                                                                                  | |
| Mutation                | Raven Tor, Derbyshire, Angleterre | Steve McClure      | 1998 | Will Bosi (2021) | |
| Vakuumgeist             | Hinkelstein, Autriche             | Klem Loskot        | 1998 | Thomas Katzlberger (2005) | |
| Kryptonite              | Rifle, Colorado, États-Unis       | Tommy Caldwell     | 1999 | Yuji Hirayama (2001), Adam Stack (2003), Joey Kinder (2008), Jonathan Siegrist (2010), Carlo Traversi (2015), Daniel Woods (2015), Jon Cardwell (2015), ... | |
| Im reich des shogun     | Tufleten, Suisse                  | Erik Talmadge      | 2000 | Adam Ondra (2009) | |
| Northern lights         | Kilsney, Royaume-Uni              | Steve McClure      | 2000 | Adam Ondra (2010), Will Bosi (2021) | |
| The Fly                 | Rumney, États-Unis                | Dave Graham        | 2000 | Luke Parady (2001), Tony Lamiche (2003), Chris Sharma (2003), Jason Kehl (2003), Kevin Jorgeson (2008), Paul Robinson (2008), Daniel Woods (2008), ...      | |
| Roby in the sky         | Calanques, France                 | François Legrand   | 2000 | Adam Ondra (2009), Sébastien Bouin (17 novembre 2013) | C'est un 9a dur d'après Adam Ondra, plutôt 8c+ d'après Sébastien Bouin. |

### 9a+
| Nom                                 | Site                                   | Première ascension       | Date              | Répétitions | Commentaires |
| ----------------------------------- | -------------------------------------- | ------------------------ | ----------------- | --- | --- |
| Open Air                            | Schleierwasserfall, Autriche           | Alexander Huber          | 1996              | Adam Ondra (2008), | Cotée initialement 9a par Huber en référence à Action directe alors cotée 8c+/9a ; la voie avait été essayée brièvement par Chris Sharma qui pensait que des prises avaient cassé car il n'arrivait même pas à imaginer certains mouvements. |
| Qui                                 | Kufstein, Autriche                     | Stefan Furst             | 1996              | Adam Ondra (2019), Alfons Dornauer (2022), Jakob Schubert (2023) | Côté initialement 8c+/9a des prises pourraient avoir cassés avant la répétition de 2019 |
| Orujo                               | Archidona, Espagne                     | Bernabé Fernandez        | 1998              | | [ 59 ] |
| Biographie/Realization              | Céüse, France                          | Chris Sharma             | 2001              | Sylvain Millet (2004), Patxi Usobiaga (2004), Dave Graham (2007), Ethan Pringle (2007), Ramón Julián Puigblanque (2008), Enzo Oddo (2010), Jonathan Siegrist (2014), Margo Hayes (24 septembre 2017), Seb Bouin (2020), Tanguy Merard (2023),, ... | Voie équipée en 1989-90 par Jean-Christophe Lafaille. |
| Flex Luthor                         | Rifle, États-Unis                      | Tommy Caldwell           | janvier 2003      | Matty Hong (octobre 2021), Carlo Traversi(2021), Jonathan Siegrist(2022), ... | 9a/9a+ ? (« harder than Kryptonite » - 9a), Matty Hong suggère 9b |
| La Rambla                           | Siurana, Espagne                       | Ramón Julián Puigblanque | 8 mars 2003       | Edu Marín Garcia (2006), Chris Sharma (2006), Andreas Bindhammer (2007), Patxi Usobiaga (2007), Adam Ondra (2008), Enzo Oddo (2011), Sachi Amma (29 novembre 2012), Felix Neumärker (19 mars 2013), Alexander Megos (30 mars 2013), Sangwon Son (décembre 2013), Daniel Jung (janvier 2014), Jonathan Siegrist (20 mars 2015), Margo Hayes (27 février 2017), Stefano Ghisolfi (21 mars 2017), Jacopo Larcher (21 mars 2017) | Les premiers 3/4 de la voie cotée 8c+ ont été réalisés par Alexandre Huber (1994) et son extension réalisée par Ramón Julián Puigblanque l'a introduite dans le neuvième degré.                                                              |
| Flat Mountain                       | Fugato, Japon                          | Yuji Hirayama            | mars 2003         | Toru Nakajima (décembre 2012), Alex Megos (mars 2015) | Cotée par Yuji Hirayama : « 9a or possibly 9a+ (5.15a) » - selon Toru Nakajima « I don't know how hard it is, but I heard that Sachi Amma said it is harder than Papichulo, 9a+, at Oliana, Spain ».                                         |
| Violent New Breed                   | Giggleswick, Royaume-Uni               | John Gaskins             | 2004              | | [ 69 ] |
| Bimbaluna                           | St-Loup, Suisse                        | François Nicole          | 2004              | Josune Bereziartu (2005), Rosta Stefanek (2006), Maurizio Zanolla (2008) | 9a/9a+ |
| Definicion de resistencia democrata | Bruixes, Terradets, Espagne            | Dani Andrada             | 2005              | Ramón Julián Puigblanque, Tino Lois | |
| La novena enmienda                  | Santa Linya, Espagne                   | Dani Andrada             | 2005              | Andreas Bindhammer, Ramón Julián Puigblanque, Magnus Midtbø, Edu Marin, Adam Ondra, Chris Sharma, Patxi Usobiaga | |
| Es Pontas                           | Majorque, Espagne                      | Chris Sharma             | 2006              | Jernej Kruder (novembre 2016), Jakob Schubert (2021) | Deep water solo |
| Corona                              | Frankenjura, Allemagne                 | Markus Bock              | 2006              | Adam Ondra, Alexander Megos (13 mai 2013) | |
| Overshadow                          | Malham Cove                            | Steve Mc Clure           | 28 mai 2007       | Adam Ondra (mai 2011) | |
| Jaws II                             | Rumney, États-Unis                     | Vasya Vorotnikov         | 2007              | Daniel Woods (octobre 2010), Mike Foley (25 juillet 2011), Andrew Palmer (21 octobre 2013), Paul Robinson (30 octobre 2013) | |
| Salamandre                          | Saint-Pierre-en-Faucigny, Haute-Savoie | Fred Rouhling            | 2007              | | |
| Empreintes                          | Haute Savoie, France                   | Fred Rouhling            | automne 2008      | | 9a/b : « un gros cran au-dessus de Hugh (9a) » |
| Demencia Senil                      | Margalef, Espagne                      | Chris Sharma             | février 2009      | Iker Pou (2010), Ramón Julián Puigblanque (12 octobre 2010), Stefano Ghisolfi (14 mars 2015) | |
| Pachamama                           | Oliana, Espagne                        | Chris Sharma             | 2009              | Sachi Amma (17 décembre 2011) | |
| Papichulo                           | Oliana, Espagne                        | Chris Sharma             | mai 2009          | Ramón Julián Puigblanque, Adam Ondra (24 février 2009), Sachi Amma (25 décembre 2010), Cédric Lachat (2 avril 2011), Jakob Schubert (27 avril 2011), Domen Skofic (12 décembre 2014), Magnus Midtbø (22 mars 2015) | |
| Der Lange Atem                      | Höllental, Autriche                    | Arthur Kubista           | 2009              | | [ 82 ] |
| Marina Superstar                    | Sardaigne                              | Adam Ondra               | octobre 2009      | | Annoncée 9a+/9b. |
| A Present for the Future            | Madonna della Rotta, Italie            | Adam Ondra               | 2010              | | 9a/9a+ |
| First Ley                           | Margalef, Espagne                      | Chris Sharma             | 2010              | Jorge Diaz-Rullo (mars 2021), William Bosi (mars 2021) | [ 86 ] |
| Goldrake                            | Cornalba, Italie                       | Adam Ondra               | 2010              | | [ 87 ] |
| L'étrange ivresse des lenteurs      | Céüse, France                          | Adam Ondra               | septembre 2010    | | [ 88 ] |
| Aubade directe                      | Montagne Sainte-Victoire, France       | Gérôme Pouvreau          | 27 septembre 2010 | Enzo Oddo (10 mai 2011) | Annoncée 9a/9a+ , confirmée 9a+ par Enzo Oddo. |
| Power Inverter                      | Oliana, Espagne                        | Chris Sharma             | 19 décembre 2010  | Adam Ondra (25 janvier 2013), Ramón Julián Puigblanque (3 mars 2014), Sachi Amma (17 février 2015) | [ 92 ] |
| Catxasa                             | Santa Linya, Espagne                   | Chris Sharma             | 13 janvier 2011   | Ramón Julián Puigblanque (27 juin 2012), Sachi Amma (17 février 2015) | [ 92 ] |
| Chaxi                               | Oliana, Espagne                        | Adam Ondra               | mars 2011         | Chris Sharma (7 mai 2011), Cédric Lachat | |
| Obrint el sistema                   | Santa Ana, Espagne                     | Adam Ondra               | 14 mars 2011      | | [ 94 ] |
| La Moustache qui fâche              | Entraygues, France                     | Enzo Oddo                | 16 juin 2011      | Stefano Ghisolfi (23 août 2014), Hugo Parmentier (31 juillet 2019), Sébastien Bouin (28 août 2020), ... | D'après Sébastien Bouin, moins difficile que Biographie mais pas suffisamment pour revoir sa cotation à 9a. |
| La Madone                           | Lourmarin, France                      | Gérôme Pouvreau          | 18 juin 2011      | Sébastien Bouin, le 20 mai 2012 | |
| Finest Pedegree                     | Cheedale cornice, Angleterre           | Steve McClure            | 18 juillet 2011   | | [ 97 ] |
| Perlorodka                          | Holstejn, Mor, République tchèque      | Adam Ondra               | 6 septembre 2011  | | [ 98 ] |
| Nit de Bruixes                      | Margalef, Espagne                      | Iker Pou                 | 11 janvier 2012   | Ramón Julián Puigblanqué (1er juillet 2012) | [ 99 ] |
| Jungle Boogie                       | Céüse, France                          | Adam Ondra               | 7 juin 2012       | Sachi Amma (2015), Stefano Ghisolfi (2017) | [ 100 ] |
| Tinipi                              | Mont Kinabalu, Malaysie                | Daniel Woods             | Juin 2012         | | Le 9a+ le plus haut du monde (4 000 m). |
| Thor's Hammer                       | Flatanger, Norvège                     | Adam Ondra               | 9 juillet 2012    | | C'est un projet de Magnus Midtbø. Les deux premières parties enchainées sont cotées 9a+. La troisième partie n'a pas été enchainée par Adam Ondra qui la trouve impossible,.                                                                 |
| Celedon                             | Ilarduia, Espagne                      | Iker Pou                 | 21 septembre 2012 | David Gambús (29 octobre 2012) | [ 105 ] |
| Minimalomania                       | Lindental, Suisse                      | Pirmin Bertle            | 1er mars 2013     | | [ 106 ] |
| Classified                          | Frankenjura, Allemagne                 | Alexander Megos          | avril 2013        | | [ 107 ] |
| Seleccio Anal                       | Santa Linya, Espagne                   | Ramón Julián Puigblanqué | 21 décembre 2013  | Sachi Amma (19 février 2015) | |
| Modified                            | Frankenjura, Allemagne                 | Alexander Megos          | 17 juin 2014      | | Variante de départ plus dure de Classified . |
| Becoming                            | Frankenjura, Allemagne                 | Markus Bock              | 30 juin 2014      | | Variante de départ de The elder Statesman . |
| Super crackinette                   | Saint Léger du Ventoux, France         | Alexander Megos          | Octobre 2016      | Adam Ondra (flash le 10 février 2018), Gérôme Pouvreau (avril 2018), Julia Chanourdie (13 mars 2020), Anatole Bosio, Sebastien Berthe (17 novembre 2020), ... | Premier 9a+ Flash de l'histoire. |
| Furia de Jabali                     | Siurana, Espagne                       | William Bosi             | 4 février 2021    | Alex Megos (29 novembre 2021), Jakob Schubert (15 décembre 2021), Adam Ondra (20 janvier 2022) | ,, Initialement cotée 9b, Schubert et Ondra proposent 9a+ |

### 9b
| Nom                                       | Site                                          | Première ascension       | Date              | Répétitions | Commentaires |
| ----------------------------------------- | --------------------------------------------- | ------------------------ | ----------------- | --- | --- |
| Chilam Balam                              | Villanueva del Rosario, Espagne               | Bernabé Fernandez        | 1er juillet 2003  | Adam Ondra (13 avril 2011), Sébastien Bouin (21 mai 2015), Daniel Andrada (novembre 2015), Eduard Marin (24 décembre 2015), Jonatan Flor (8 novembre 2021), Yu Okumura (janvier 2023) | Cotée 9b+ par Fernandez en 2003, cette cotation et la réalisation de la voie ont été mises en doute. Ondra la cote 9b, peut-être « facile », mais plus que 9a+. |
| Ali Hulk (départ assis - extension)       | Grotte de Ali Baba, Rodellar, Espagne         | Daniel Andrada           | automne 2007      | Magnus Midtbø (août 2010),, Domen Škofic (2021) | |
| Jumbo Love                                | Clark Mountain, États-Unis                    | Chris Sharma             | 11 septembre 2008 | Ethan Pringle (en) (17 mai 2015), Jonathan Siegrist (19 mai 2018), Seb Bouin (19 octobre 2022)                                                                                        | À l'origine, Jumbo Love était un projet de Randy Leavitt conçu pour être réalisé en trois sections. |
| Delincuente natural (extension)           | Grotte de Ali Baba, Rodellar, Espagne         | Daniel Andrada           | 13 septembre 2008 | | |
| Golpe de Estado                           | Siurana, Espagne                              | Chris Sharma             | décembre 2008     | Adam Ondra (13 mars 2010), | Première voie confirmée à la cotation de 9b. |
| Neanderthal                               | Santa Linya, Espagne                          | Chris Sharma             | 18 décembre 2009  | Jakob Schubert (28 décembre 2018), Adam Ondra (12 février 2019) | |
| La Capella                                | Siurana, Espagne                              | Adam Ondra               | 16 février 2011   | Stefano Ghisolfi (12 janvier 2018), Daniel Woods (25 février 2018), William Bosi (5 février 2020), Jakob Schubert (11 décembre 2021), Alex Megos (14 décembre 2021)                   | Schubert propose 9a+, très difficile pour Mégos |
| Chaxi Raxi                                | Oliana, Espagne                               | Adam Ondra               | 27 mars 2011      | | [ vid 6 ] |
| La Planta de Shiva                        | Villanueva del Rosario, Espagne               | Adam Ondra               | 22 avril 2011     | Jakob Schubert (9 janvier 2016), Angela Eiter (22 octobre 2017), Jonathan Siegrist (4 mai 2019), Jorge Diaz-Rullo (28 mai 2019), Jonatan Flor (5 décembre 2020)                       | La Planta de Shiva est notoirement connue pour être le premier 9b féminin de l'histoire. |
| First Round First Minute                  | Margalef, Espagne                             | Chris Sharma             | 19 avril 2011 ,   | Adam Ondra (3 février 2014), Alex Megos (31 décembre 2015), Stefano Ghisolfi (30 janvier 2017), Jorge Diaz-Rullo (29 mars 2021, avec genouillère)                                     | Enchainée après trois ans d'essais et une cinquantaine de chutes dans le dernier pas par Sharma, qui juge avoir trop essayé la voie pour pouvoir donner une cotation,. En août 2012, il la juge probablement dans le haut de l'échelle du 9b, mais pas 9b+. Pour Adam Ondra : « Quand il a commencé à travailler la voie, [Chris Sharma] utilisait une séquence nettement plus difficile, et il est tombé une cinquantaine de fois dans la dernière section. Puis il a trouvé une séquence plus simple et réussi à sortir la voie peu de temps après, mais après avoir travaillé quelque chose pendant si longtemps ça devient difficile d'estimer la difficulté. J'ai aussi utilisé la seconde séquence, et je dirais que 9b convient parfaitement. » |
| Fight or Flight                           | Oliana, Espagne                               | Chris Sharma             | 5 mai 2011        | Adam Ondra (10 février 2013), Jakob Schubert (31 décembre 2014), Sachi Amma (1er février 2015), Matty Hong (2 mai 2018), Piotr Schab (28 avril 2019)                                  | , |
| Stoking the fire                          | Santa Linya, Espagne                          | Chris Sharma             | 6 février 2013    | Adam Ondra (19 février 2016) , Jakob Schubert (5 janvier 2018), Sachi Amma (26 mars 2019), Stefano Ghisolfi (28 novembre 2019), Jonathan Siegrist (16 avril 2023)                     | [ 137 ] |
| Mejorando Imagen                          | Margalef, Espagne                             | Ramón Julián Puigblanqué | 26 juillet 2013   | Alex Megos (25 avril 2021), Jorge Diaz-Rullo (14 mai 2021) | Initialement cotée 9a, Megos propose 9b et Diaz-Rullo 9a+/b |
| Iron Curtain                              | Flatanger, Norvège                            | Adam Ondra               | 3 août 2013       | Seb Bouin (juillet 2022) | |
| Peruvian Necktie                          | Utah, États-Unis                              | James Litz               | 1er octobre 2013  | Jonathan Siegrist (18 mai 2021) | Cotée 9a+ par Litz, Siegrist propose 9b |
| El bon combat                             | Cova de l'Ocell, Sant Miquel del Fai, Espagne | Chris Sharma             | 7 mars 2015       | Jakob Schubert (1er décembre 2018), Felipe Camargo (19 avril 2019), Jorge Diaz-Rullo (28 septembre 2020)                                                                              | 9b/+, selon Sharma 9b selon Camargo et Diaz-Rullo |
| C.R.S                                     | Mollans, France                               | Adam Ondra               | 2 novembre 2015   | | |
| Lapsus                                    | Andonno, Italie                               | Stefano Ghisolfi         | 2 novembre 2015   | Adam Ondra (20 avril 2017), Marcello Bombardi (6 mai 2021), Jonathan Siegrist (26 octobre 2021), Tommy Gió (21 novembre 2022)                                                         | Bombardi suggère 9a+ après avoir trouvé un coincement de genou, Siegrist suggère 9a+/b |
| Fight Club                                | Raven's Crag, Canada                          | Alex Megos               | 14 août 2016      | | [ vid 12 ] |
| Robin Úd                                  | Alternatívna stena, Slovaquie                 | Adam Ondra               | 5 octobre 2016    | | |
| Mamichula                                 | Oliana, Espagne                               | Adam Ondra               | 8 février 2017    | Seb Bouin (15 avril 2019) | |
| Queen Line                                | Arco, Italie                                  | Adam Ondra               | 18 avril 2017     | Stefano Ghisolfi (26 février 2019) | |
| Rainman                                   | Malham Cove, Yorkshire, Royaume-Uni           | Steve McClure            | 4 juin 2017       | Eder Lomba (13 mai 2022), Josh Ibbertson (2 juin 2022) | Steve McClure a travaillé la voie pendant 7 ans. Cette réalisation constitue le premier 9b du Royaume-Uni. |
| Move Hard                                 | Flatanger, Norvège                            | Adam Ondra               | 10 juillet 2017   | Stefano Ghisolfi (16 septembre 2022), Seb Bouin (27 juillet 2023) | , |
| One Slap                                  | Arco, Italie                                  | Adam Ondra               | 13 novembre 2017  | Stefano Ghisolfi (22 novembre 2017) | |
| Eagle-4                                   | Saint-Léger-du-Ventoux                        | Adam Ondra               | 13 février 2018   | Hugo Parmentier (19 janvier 2020), Julia Chanourdie (7 novembre 2020), Pierre Le Cerf (13 février 2022)                                                                               | Troisième 9b féminin de l'histoire. Le Cerf propose 9a+ |
| Soul Mate (Elephant Rock Project)         | Okutama, Japon                                | Sachi Amma               | mars 2018         | | |
| Les yeux plus gros que l'antre            | Russan, France                                | Seb Bouin                | 11 mai 2018       | | |
| Disbelief                                 | Acephale, Canada                              | Adam Ondra               | 20 juillet 2018   | | Vertical. 9b difficile selon Adam Ondra. |
| La barrière                               | Jansegg, Suisse                               | Pirmin Bertle            | 26 aout 2018      | | [ 147 ] |
| Ali Hulk (départ assis - extension total) | Grotte de Ali Baba, Rodellar, Espagne         | Jonatan Flor             | 29 juillet 2019   | Jorge Diaz-Rullo (30 juillet 2019), Laura Rogora (25 juillet 2020), Daniel Fuertes (22 septembre 2020), Dave Graham (29 septembre 2020), Domen Škofic (16 octobre 2021)               | , deuxième 9b féminin de l'histoire. |
| Obsession                                 | Orgon, France                                 | Loïc Zehani              | 7 octobre 2019    | | [ 150 ] |
| The Dream                                 | Brar, Albanie                                 | Seb Bouin                | 16 décembre 2019  | | |
| Cryptography                              | Saint-Loup, Suisse                            | Alessandro Zeni          | 11 janvier 2020   | | [ vid 15 ] |
| Soul Rock Dance                           | Corée du Sud                                  | Hyunbin Min              | 29 septembre 2020 | | , |
| Madame Ching                              | Tirol, Autriche                               | Angela Eiter             | 16 décembre 2020  | | [ 152 ] |
| Erebor                                    | Arco, Italie                                  | Stefano Ghisolfi         | 11 janvier 2021   | Laura Rogora (3 octobre 2021), Adam Ondra (9 novembre 2021), Jakob Schubert (12 janvier 2022), Stefano Carnati (16 avril 2023), Gabriele Moroni (15 decembre 2023)                    | Premier 9b/+ féminin, 9b d'après Ondra |
| Picacho                                   | Grotte de Ali Baba, Rodellar, Espagne         | Jonatan Flor             | 22 mai 2021       | | [ 157 ] |
| Cafe Solo                                 | Margalef, Espagne                             | Jorge Diaz-Rullo         | 2 novembre 2021   | | , |
| The Lonely Mountain                       | Arco, Italie                                  | Stefano Ghisolfi         | 17 décembre 2021  | Adam Ondra (28 décembre 2021) | 9b plus difficile que Erebor selon Ghisolfi |
| Taurus                                    | Moravský kras, République tchèque             | Adam Ondra               | 23 décembre 2021  | | « Les neuf premiers mouvements constituent certainement un bloc en 8C+ et si je considère ce passage comme un bloc, alors c’est probablement celui qui m’a pris le plus de temps à réaliser. » |
| L'Arenauta                                | Sperlonga, Italie                             | Stefano Ghisolfi         | 8 février 2022    | | , |
| Bomba                                     | Arco, Italie                                  | Adam Ondra               | 2 mars 2022       | | , |
| Chikane                                   | Orgon, Les Alpilles, France                   | Loïc Zehani              | 11 mai 2022       | | |
| Event Horizon                             | secteur 5G, Las Vegas, États-Unis             | Jonathan Siegrist        | 18 mai 2022       | | [ 164 ] |
| Ratstaman Vibrations                      | Céüse, France                                 | Alex Megos               | 31 juillet 2022   | | [ 165 ] |
| La Vie                                    | Rodellar, Espagne                             | Jonatan Flor             | août 2022         | | [ vid 20 ] |
| The Full Journey                          | Margalef, Espagne                             | Alex Megos               | 9 octobre 2022    | Jorge Diaz-Rullo (10 mars 2023) | [ 166 ] |
| Harlem                                    | Orgon, Les Alpilles, France                   | Loïc Zehani              | 23 septembre 2022 | | [ 167 ] |
| Fantasia                                  | Vercors, France                               | Cédric Lachat            | 17 mai 2023       | | [ 168 ] |

### 9b/+
| Nom             | Site                   | Première ascension | Date             | Répétitions | Commentaires |
| --------------- | ---------------------- | ------------------ | ---------------- | --- | --- |
| Change          | Flatanger, Norvège     | Adam Ondra         | 4 octobre 2012   | Stefano Ghisolfi (29 septembre 2020), Seb Bouin (août 2022), Alex Megos (22 aout 2024) , Jorge Diaz-Rullo (17 septembre 2024) | Première voie cotée 9b+ au monde.9b/+ d'après Seb Bouin qui la trouve plus facile que Move. Alex Megos l'enchaîne en 5 jours, voie de cette cotation réalisé le plus rapidement |
| Move            | Flatanger, Norvège     | Adam Ondra         | 20 août 2013     | Seb Bouin (17 juin 2019), Jorge Diaz-Rullo (27 aout 2024), Alex Megos (4 septembre 2024)                                      | Cotée 9b difficile par Adam, cette voie pourrait être un 9b+. Bouin la trouve plus dure que « Change » et propose 9b+                                                           |
| La Rage d'Adam  | Verdon, France         | Seb Bouin          | 4 septembre 2019 | | 9b/+ |
| Beyond Integral | Pic Saint-Loup, France | Seb Bouin          | 23 octobre 2020  | | 9b/+, |
| King Capella    | Siurana, Espagne       | William Bosi       | 9 mars 2021      | Alex Megos (21 novembre 2021), Jakob Schubert (11 décembre 2021)                                                              | 9b+ d'après William Bosi, 9b d'après Schubert |
| Wonderland      | Arco, Italie           | Adam Ondra         | 22 mars 2022     | | [ 177 ] |
| Nordic Marathon | Flatanger, Norvège     | Seb Bouin          | 25 juillet 2022  | | voie de 130m, 9b/+ |
| Mossoul         | Orgon, France          | Loïc Zehani        | 20 avril 2023    | | 4 sections de blocs qui constituent 30 mouvements durs dans un gros dévers. |
| Sleeping Lion   | Siurana, Espagne       | Chris Sharma       | 28 mars 2023     | Alex Megos (5 janvier 2024) Jorge Diaz-Rullo (26 février 2024)                                                                | 9b+ selon Sharma et 9b selon Megos et Diaz-Rullo |

### 9b+
| Nom                   | Site                                        | Première ascension | Date              | Répétitions | Commentaires |
| --------------------- | ------------------------------------------- | ------------------ | ----------------- | --- | --- |
| La Dura Dura          | Oliana, Espagne                             | Adam Ondra         | 7 février 2013    | Chris Sharma (23 mars 2013) | Première voie confirmée à la cotation de 9b+.                                                                                    |
| Vasil Vasil           | Sloup, République tchèque                   | Adam Ondra         | 4 décembre 2013   | | [ 180 ] |
| Perfecto Mundo        | Margalef, Espagne                           | Alex Megos         | 9 mai 2018        | Stefano Ghisolfi (7 décembre 2018) Jakob Schubert (9 novembre 2019)                                                                | Équipée par Chris Sharma. |
| Bibliographie         | Céüse, France                               | Alex Megos         | 5 août 2020       | Stefano Ghisolfi (24 août 2021), Sean Bailey (en) (23 septembre 2021), Seb Bouin (7 juin 2023), Jorge Diaz-Rullo (16 octobre 2023) | Deuxième voie initialement cotée 9c au monde, Ghisolfi propose la décote à 9b+, décote qui est ensuite confirmée par Alex Megos. |
| Suprême Jumbo Love    | Clark Mountain, États-Unis                  | Seb Bouin          | 1er novembre 2022 | | Version plus directe de Jumbo Love                                                                                               |
| Zvěřinec              | Moravský kras, Holstejn, République tchèque | Adam Ondra         | 20 novembre 2022  | | 9b+ le plus dur de Adam Ondra |
| Excalibur             | Drena, Arco, Italie                         | Stefano Ghisolfi   | 3 février 2023    | William Bosi (3 février 2025), Brooke Raboutou (8 avril 2025)                                                                      | [ 190 ] |
| Mejorando la samfaina | Margalef, Espagne                           | Jorge Diaz-Rullo   | 6 février 2023    | | [ 191 ] |
| Wolf Kingdom          | Pic Saint-Loup, France                      | Seb Bouin          | 20 novembre 2024  | | 9b+ |

### 9c
| Nom     | Site               | Première ascension | Date              | Répétitions | Commentaires                     |
| ------- | ------------------ | ------------------ | ----------------- | ----------- | -------------------------------- |
| Silence | Flatanger, Norvège | Adam Ondra         | 3 septembre 2017  | -           | Première voie cotée 9c au monde. |
| DNA     | Verdon, France     | Seb Bouin          | 24 avril 2022     |             | ,                                |
| B.I.G   | Flatanger, Norvège | Jakob Schubert     | 20 septembre 2023 |             |                                  |

### Voies décotées
| Nom                       | Site                        | Première ascension | Date             | Répétitions | Commentaires |
| ------------------------- | --------------------------- | ------------------ | ---------------- | --- | --- |
| Coup de grâce             | Tessin, Suisse              | Dave Graham        | 2005             | Gabriele Moroni (27 avril 2011) | Voie en granite. Moroni cote plutôt 9a avec une méthode de départ plus facile (8A bloc contre 8B pour Graham).          |
| The Man that Follows Hell | Frankenjura, Allemagne      | Markus Bock        | octobre 2009     | Adam Ondra en novembre 2011, qui cote 9a dur | [ 197 ] |
| Xaxid Hostel              | Misja Pec, Slovénie         | Tomáš Mrázek       | novembre 2009    | Adam Ondra | Un "hard 9a" d'après Adam Ondra.                                                                                        |
| The Elder Statesman       | Frankenjura, Allemagne      | Markus Bock        | 25 juin 2011     | Manuel Brunn (16 orctobre 2012) et Daniel Jung (25 octobre 2012), Alex Megos (juin 2013), Gabriele Moroni (29 septembre 2013), Adam Ondra (28 octobre 2013) | Cotée 9a/9a+ par Markus Bock, Manuel Brunn et Daniel Jung la cote plutôt 9a, de même qu'Adam Ondra.                     |
| Southern Smoke Direct     | Red River Gorge, États-Unis | Adam Taylor        | 18 novembre 2011 | Adam Ondra (30 octobre 2012) | Proposée 5.15a (9a+) par Adam Taylor, elle a été recotée à 9a par Adam Ondra, qui réalisait là le premier 9a « flash ». |

### Voies controversées
- Akira : annoncée 9b par Fred Rouhling en 1995, dont la réalisation est remise en cause. Répétée par Seb Bouin et Lucien Martinez le 21 novembre 2020, ils proposent une cotation de 9a[200],[201]. À préciser qu’un style d’escalade plus moderne (usant notamment de blocages de genoux) ainsi que d’équipement standardisé plus tard (tel que l’emploi de crash pads pour ce plafond très haut qui n’est pas encordé durant toute sa première partie) aurait facilité l’ascension de cette voie par Bouin et Martinez en 2020. Rouhling avait, lors de la première ascension, été plus direct dans son approche de la voie et aurait dû plus souvent être suspendu seulement par les bras afin d’éviter des chutes dangereuses sans crash pad. Celle ci aurait donc été facilitée avec le temps et la modernisation de la discipline.
- Orujo (Malaga) : 9a+ par Bernabé Fernandez en 1998

### Vidéos
1. ↑   [vidéo] « Adam Ondra climbs Open Air 9a+ », 2008 (consulté le 2 mai 2011).
2. ↑   [vidéo] « Fred Rouhling in Salamandre 9a+ at Saint Pierre-Faucigny », 2008 (consulté le 2 mai 2011).
3. ↑   [vidéo] « Pachamama 5.15 », 2009 (consulté le 2 mai 2011).
4. ↑  (en) [vidéo] William Bosi, « Furia de Jabali 9b FA - Will Bosi », sur YouTube, 5 avril 2021 (consulté le 1er décembre 2021)
5. ↑   [vidéo] « Golpe de Estado », 2008, BigUp Productions (consulté le 2 mai 2011).
6. ↑  [vidéo] BD athlete Adam Ondra making the first ascent of Chaxi Raxi (9b) at Oliana, Spain  sur Vimeo
7. ↑  (en) [vidéo] bigupproductions, « Chris Sharma: First Round First Minute », sur YouTube, 11 avril 2011 (consulté le 2 mai 2011)
8. ↑  (en) [vidéo] « Chris Sharma on Fight or Flight 15b », sur YouTube
9. ↑  (en) [vidéo] Jorge Diaz-Rullo Calvo, « Jorge Díaz-Rullo. "Mejorando Imagen" 9a+/b, Margalef. », sur YouTube, 24 mai 2021 (consulté le 1er décembre 2021)
10. ↑  (en) [vidéo] EpicTV, « "Peruvian Necktie 9b/5.15b », sur YouTube, 27 mai 2021 (consulté le 1er décembre 2021)
11. ↑  (en) [vidéo] EpicTV, « LAPSUS: Marcello Bombardi's Obsession », sur YouTube, 21 mai 2021 (consulté le 1er décembre 2021)
12. ↑  (en) [vidéo] Patagonia, « Fight Club », sur YouTube, 21 avril 2017 (consulté le 9 novembre 2020)
13. ↑  (en) [vidéo] MonoCulture Films, « Eder Lomba climbs 'Rainman' 9b uncut send footage », sur YouTube, 16 mai 2022 (consulté le 26 août 2022)
14. ↑  (en) [vidéo] Stefano Ghisolfi, « Move Hard 9b Full Ascent with Commentary », sur YouTube, 6 octobre 2022 (consulté le 2 novembre 2022)
15. ↑  (it) [vidéo] « Cryptography: the hardest slab in the world? », sur YouTube, 4 mai 2020 (consulté le 9 novembre 2020)
16. ↑  (en) [vidéo] mellow, « Uncut: Jorge Diaz Rullo - Cafe solo (9B/5.15B) FA », sur YouTube, 2 décembre 2021 (consulté le 20 janvier 2022)
17. ↑  (es) [vidéo] Jorge Diaz-Rullo Calvo, « Café Solo 9b & Café Colombia F.A & Project Jorge Díaz-Rullo », sur YouTube, 17 janvier 2022 (consulté le 20 janvier 2022)
18. ↑  (en) [vidéo] Stefano Ghisolfi, « L'Arenauta, a 20 years old project - The Climbing Diaries #27 », sur YouTube, 24 février 2022 (consulté le 20 mars 2022)
19. ↑  (en) [vidéo] Adam Ondra, « Last Great Lines? Bomba 9b & Bombardino 9a+/9b -   Adam Ondra" », sur YouTube, 11 avril 2022 (consulté le 11 avril 2022)
20. ↑  (es) [vidéo] EpicTV España, « Jonatan Flor En 'La Vie' 9b FA - Rodellar EpicTV España #90 », sur YouTube, 19 août 2022 (consulté le 26 août 2022)
21. ↑  [vidéo] « Black Diamond Presents: Beyond Integral (9b/+) with Seb Bouin », sur YouTube
22. ↑  (en) [vidéo] William Bosi, « King Capella 9b+ FA - Will Bosi », sur YouTube, 7 avril 2021 (consulté le 1er décembre 2021)